# Prittriching
Prittriching település Németországban, azon belül Bajorországban. Lakosainak száma 2672 fő (2023. december 31.).

## Népesség
A település népessége az elmúlt években az alábbi módon változott:
| Lakosok száma | 747  | 1342 | 1659 | 1863 | 2447 | 2475 | 2471 | 2471 | 2574 | 2672 |
|               | 1875 | 1950 | 1975 | 1987 | 2012 | 2014 | 2016 | 2017 | 2021 | 2023 |